# مک گارگان
عقرب (به انگلیسی: Scorpion) یک شخصیت تخیلی و ابرتبه کار در کتاب‌های کامیک می‌باشد. این کاراکتر به دست استن لی و استیو دیتکو در مرد عنکبوتی شگفت انگیز شماره ۱۰ دسامبر ۱۹۶۴ خلق شد. 
جدا از کتاب‌های کامیک، شرکت مارول از مک گارگان در دیگر کالاهای خود از جمله پوشاک، اسباب‌بازی، ورق بازی، انیمیشن‌های تلویزیونی و بازی‌های رایانه‌ای استفاده کرده‌است.
وی به عنوان دشمن مرد-عنکبوتی به شمار می‌رود، وی بیشتر به صورت عقرب شناخته می‌شود
او که قدرت‌هایش شامل زور، سرعت، استقامت، توانایی و انعطاف ابرانسانی، توانایی چسبیدن به اکثر سطوح، اطلاعات و الهامات قبلی عقربی، زره عقربی با دم سایبرنتیک که سلاح‌های پرتابی دارد، تمام قدرت‌های مرد-عنکبوتی بعلاوهٔ دگرپیکری و مقاومت در برابر حس‌های عنکبوتی می‌شود، عضو گروه‌های ابرتبه‌کارانه‌ای چون انتقام جویان تاریک، صاعقه‌ها، شش خبیث و استادان شیطان است.